# Defensoría del Pueblo (Paraguay)
La Defensoría del Pueblo de la República del Paraguay, según establece el art. 276.° de la Constitución Nacional del Paraguay «es un comisionado parlamentario que goza de autonomía», que «tiene tres grandes funciones: defensa de los derechos humanos, la canalización de los reclamos populares y la protección de los intereses comunitarios». Además, el texto dice que «en ningún caso tendrá función judicial ni competencia ejecutiva». 
De acuerdo al artículo 4.° de la Ley Orgánica de la Defensoría del Pueblo (1995), el defensor debe ser nombrado por mayoría de dos tercios de los diputados nacionales de entre una terna enviada por los senadores. Por su parte, el artículo 30.° de la misma ley dice que: «es un órgano que goza de independencia, autonomía funcional y administrativa. Durante su mandato no podrá formar parte de ningún poder del Estado ni ejercer actividad político-partidaria alguna».
Por su nivel de desempeño y cumplimiento parcial de los Principios de París, que establecen estándares mínimos acordados internacionalmente que las INDH deben cumplir para ser consideradas creíbles, la Defensoría del Pueblo de Paraguay tiene un estado de acreditación ''Estatus B'' al igual que Nicaragua, Panamá y Venezuela en el continente americano. Los Principios de París exigen que las INDH sean independientes en cuanto a legislación, membresía, operaciones, políticas y control de recursos. También exigen que las INDH tengan un mandato amplio, pluralismo en la membresía, funciones amplias, poderes adecuados, recursos adecuados, métodos cooperativos y colaborar con organismos internacionales.

## Funciones
Como en otros países, la Defensoría es la institución encargada de velar por los Derechos Humanos de las personas, principalmente ante los abusos (o falta de control) cometidos por el Estado, órganos privados que presten servicios públicos, o por funcionarios públicos en contra de particulares o colectivos dentro del territorio nacional. 
Pueden recurrir o solicitar ayuda a la Defensoría "todas las personas sin importar su nacionalidad, edad y residencia, sin restricción alguna y sin necesidad de agotar instancias previas" (art. 13.° de la Ley N.° 631/95).

## Historia

### Creación e instalación
Según el modelo nórdico y a semejanza de otros países, la figura de Ombudsman o Defensor del Pueblo fue creada en el país en el año 1992, a través de la Constitución Nacional (Sección IV: De otros organismos del estado / Parte I: De la Defensoría del Pueblo / Artículos 276.° a 280.°), poco más de dos años después de concluida la dictadura de 35 años del Gral. Alfredo Stroessner e iniciada la transición a la democracia.
El 14 de noviembre de 1995 se dictó la Ley N° 631 "Orgánica de la Defensoría del Pueblo"  y, en 1996 la Ley N° 838 "Que indemniza a víctimas de violaciones de Derechos Humanos durante la Dictadura de 1954 a 1989".
El 11 de octubre del 2001 (Resolución N.º 768/2001 de la Cámara de Diputados), recién nueve años después de que la nueva constitución creara la institución, fue designado el primer defensor del pueblo paraguayo, el abogado Manuel María Páez Mónges; hecho que se materializó principalmente gracias a las numerosas movilizaciones, acciones y presiones tanto civiles como sociales y políticas de activistas y defensores de los derechos humanos, además de ciudadanos paraguayos. El primer defensor adjunto fue Raúl Marín (izquierda) quien terminó renunciando.
Debido a la falta de presupuesto, se debió esperar hasta enero de 2002 para que comenzara a funcionar la institución en su sede de Asunción. La sede principal de la misma se halla en el Edificio Robledo, en la intersección de las calles Avda. Ygatimí y Juan E. O'Leary, en pleno centro de la ciudad capital, pero también cuenta con delegaciones en diversos departamentos del interior del país.

### Falta de elección (2006-2016)
El titular de la Defensoría, Manuel Páez Monges siguió en ejercicio aún hasta en el año 2016, pese a la culminación de su mandato constitucional ya en el 2006 (Art. 277°: "durará cinco años en sus funciones [...] Podrá ser reelecto..."). Esto, por la falta de acuerdo para reconfirmarlo en el cargo por cinco años más o nombrar a su sustituto; y, a pesar de las numerosas críticas negativas que ha recibido por su labor, como que "La defensoría del pueblo es una institución vacía, no es posible encontrar allí ni una palabra de aliento ante las innumerables violaciones a los DD.HH. que se cometen en el Paraguay". En el 2008 se había creado una ley para que Páez siga en ejercicio hasta tanto se designe a su sucesor.
En junio de 2010, el titular de la defensoría fue escrachado por el laureado defensor de los derechos humanos Martín Almada (también paraguayo), luego fue denunciado por periodistas y repudiado por activistas de los Derechos Humanos. Se ha criticado a Páez Monges por supuestas irregularidades en su trabajo, por aparentes vínculos con la dictadura stronista y por su permanencia totalmente extra temporal en el cargo. También, ha sido rechazado por parte de la sociedad civil por su acción de denunciar la falta de reconocimiento al gobierno de Federico Franco (acusado de ser el producto de un golpe de Estado parlamentario) por parte de los países vecinos y del continente; y por calificar de "constitucional" al proceso de destitución del presidente Fernando Lugo.
Solo en agosto del 2011 en el congreso paraguayo se logró conformar un terna para la elección de un nuevo defensor del pueblo, pero la elección quedó trabada por varios años.
En el 2014, a causa del incumplimiento de las funciones, el Comité Internacional de Coordinación de Instituciones Nacionales para la Promoción y Protección de los Derechos Humanos, decretó la suspensión del estatus de acreditación A de la defensoría paraguaya.
Debido a diversos motivos, especialmente políticos partidarios, la designación llegó recién en octubre del 2016, recayendo en el Abg. Miguel Ángel Godoy Servín, afiliado al partido de gobierno (ANR); siendo electo defensor adjunto el Abog. Carlos Alberto Vera Bordaberry Zalazar.

### Defensor del Pueblo actual (2022)
En el año 2022, en una sesión extraordinaria, la Cámara de Diputados aceptó la renuncia presentada por el Abg. Miguel Ángel Godoy al cargo de defensor del pueblo y, seguidamente, tomó juramento al Abg. Rafael Luis Ávila como nuevo titular. Esto a raíz de una serie de denuncias por mal desempeño de funciones. Acto seguido, el Congreso, inmediatamente procedió a convocar al defensor adjunto Abg. Rafael Luis Ávila para prestar juramento ante el plenario y asumir como nuevo defensor del Pueblo, solicitando tomar el camino del cumplimiento y la reivindicación institucional. El nuevo titular se comprometió a la renovación institucional, a fin de fortalecer y potenciar a la Defensoría del Pueblo de la República del Paraguay.

## Dirección General de Verdad, Justicia y Reparación

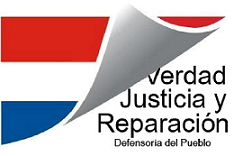
Dirección General de Verdad, Justicia y Reparación. Defensoría del Pueblo, Paraguay.

En el 2009, el entonces recientemente asumido presidente de la república Fernando Lugo Méndez se comprometió a establecer la Dirección General de Verdad, Justicia y Reparación dentro de la Defensoría, a propuesta del Mons. Mario Melanio Medina (expresidente de la Comisión de Verdad y Justicia -CVJ-), y ante la necesidad de establecer un programa para la protección y reparación de los Derechos Humanos, con independencia de gestión, a fin de continuar la labor iniciada por la CVJ (cuyo mandato feneció con la entrega del Informe Final “Anive Haguä Oiko / Para que no vuelva a suceder”  a los representantes de los tres poderes del estado en acto público realizado en agosto de 2008). Por lo que mediante la Resolución N.º 179/09 del 23 de enero de 2009, crea dicha Dirección General "en virtud de la necesidad de resguardar la integridad de los documentos, la infraestructura y asegurar los trabajos inherentes a la difusión del Informe Final de la CVJ e implementación de las recomendaciones formuladas en el citado informe".
El local de la Dirección General de Verdad, Justicia y Reparación se estableció a escasas cuadras de la Defensoría, en Alberdi 1236 casi Ygatimí, en el centro de la ciudad de Asunción. El 22 de noviembre de 2010, el mismo fue trasladado a la calle O'leary N.º 969 entre Manduvirá y Piribebuy, también en la misma zona de la Defensoría del Pueblo.
A pesar de las críticas en contra, y las acusaciones de indemnizar como víctimas de la dictadura a personas que en realidad trabajaron para la misma, el defensor Páez Monges fue reelecto para cinco años más en el 2004. Junto al mismo, fue nombrado como defensor adjunto el liberal Edgar Villalba.

## Dirección General de Objeción de Conciencia
La Dirección General de Objeción de Conciencia es una dependencia de la Defensoría del Pueblo, cuyo Objetivo General es la de organizar el cumplimiento de la Ley N.º 4013/10 "Que reglamenta el ejercicio del derecho a la objeción conciencia al servicio militar obligatorio y establece el servicio sustitutivo al mismo en beneficio de la población civil".
El  Artículo 1  de la Ley N.º 4013/10 busca reglamentar  el Artículo 129 de la Constitución Nacional, en relación con el ejercicio del derecho a la objeción de conciencia al servicio militar obligatorio y establecer las condiciones del servicio sustitutivo al mismo, en beneficio de la población civil.